# Ahmed Rushdi
Ahmed Rushdi (en urdu: احمد رشدی‎ Pakistán 24 de abril de 1934 – 11 de abril de 1983), era un versátil cantante paquistaní que trabajaba en música para el cine y que era "un importante contribuyente a la edad de oro de la música cinematográfica paquistaní".
Fue un barítono natural, sin embargo, podría cantar notas altas tenor con facilidad. Nacido en Hyderabad Deccan, emigró a Pakistán y se convirtió en un cantante líder en la industria cinematográfica de Pakistán. Él es considerado como uno de los vocalistas más versátiles del subcontinente y que era capaz de cantar varias canciones.
También se le considera como el primer cantante pop del sur de Asia.
En 1954, grabó el himno nacional oficial de Pakistán, con otros cantantes. Rushdi ha registrado el mayor número de canciones en películas, en la historia del cine paquistaní.
Él sufrió de mala salud durante la última parte de su vida y murió de un ataque al corazón a la edad de 48 años, después de registrar aproximadamente cinco mil canciones de la película para las películas de 583 puestos en libertad. Además de la música popular, Rushdi también ayudó a popularizar los Ghazals de Naseer Turabi.

## Premios

### Premios Nigar
- 1961 - "Chand Sa Mukhra Gora Badan" in film Saperan
- 1962 - "Gol Gappey Wala" in film Mehtaab
- 1963 - "Kisi Chaman Mei Raho" in film Anchal
- 1966 - "Akeley Na Jana" in film Armaan
- 1970 - "Ae Abr-e-Karam" in film Naseeb Apna Apna

### Premios Graduate
- 1965 - "Mohabbat Mei Tere Ser Ki Qasam" in film Aisa Bhi Hota Hai
- 1967 - "Haan Issi Mor par" in film Doraha
- 1968 - "Kabhi Toe Tumko Yaad Ayen Gi" in film Chakori
- 1969 - "Kuch Log Rooth Kar Bhi" in film Andaleeb
- 1970 - "Lag Rahi Hai Mujhey Aaj Sari Fiza" in film Anjuman

### Premios Musawwir
- 1972 - "Meri Jaan Meri Jaan Yehi Zindagi Hai" in film Bandagi
- 1973 - "Hai Kahan Woh Kali" in film Anhoni
- 1975 - "Mashriqi Rang Ko Chor Ke" in film Mohabbat Zindagi Hai
- 1978 - "Tu Saamney Hai Mere" in film Sharmeeli
- 1979 - "Sab Kamron Mein Band Hain" in film Zameer